# Пастушок-трескун
Пастушок-трескун (лат. Rallus longirostris) — вид птиц из семейства пастушковых. Выделяют восемь подвидов.

## Распространение
Обитают в Южной Америке. Живут в прибрежных районах.

## Описание
Длина тела около 33 см. Масса 260—310 г. Крупная птица с длинным, тонким, слегка изогнутым клювом. Окраска представителей номинативного подвида сверху тусклая серо-коричневая, верхняя сторона тела с более темными центрами перьев, белая полоса на пояснице контрастирует с бледно-серым «лицом»; горло беловатое, передняя часть шеи и грудка желтовато-коричневые, бока заметно окаймлены чёрно-белой каймой, центр брюшка беловатый. Цвет радужных оболочек красновато-коричневый; клюв сверху буроватый, снизу оранжево-желтый, ноги светло-оранжево-красные. Самцы и самки похожи. Молодь похожа на взрослых птиц, но темнее и тусклее. Подвиды различаются в основном тоном окраски оперения, а также размерами.

## Биология
В рацион входят моллюски, ракообразные (включая раков и многих крабов), водные насекомые (особенно жуки-плавунцы), кузнечики, пауки, мелкие рыбы, лягушки и головастики, мыши, а также семена, ягоды, зелёный растительный материал и клубни древесных растений.
В кладке 3-7 яиц.